# Jaromír Pleskot

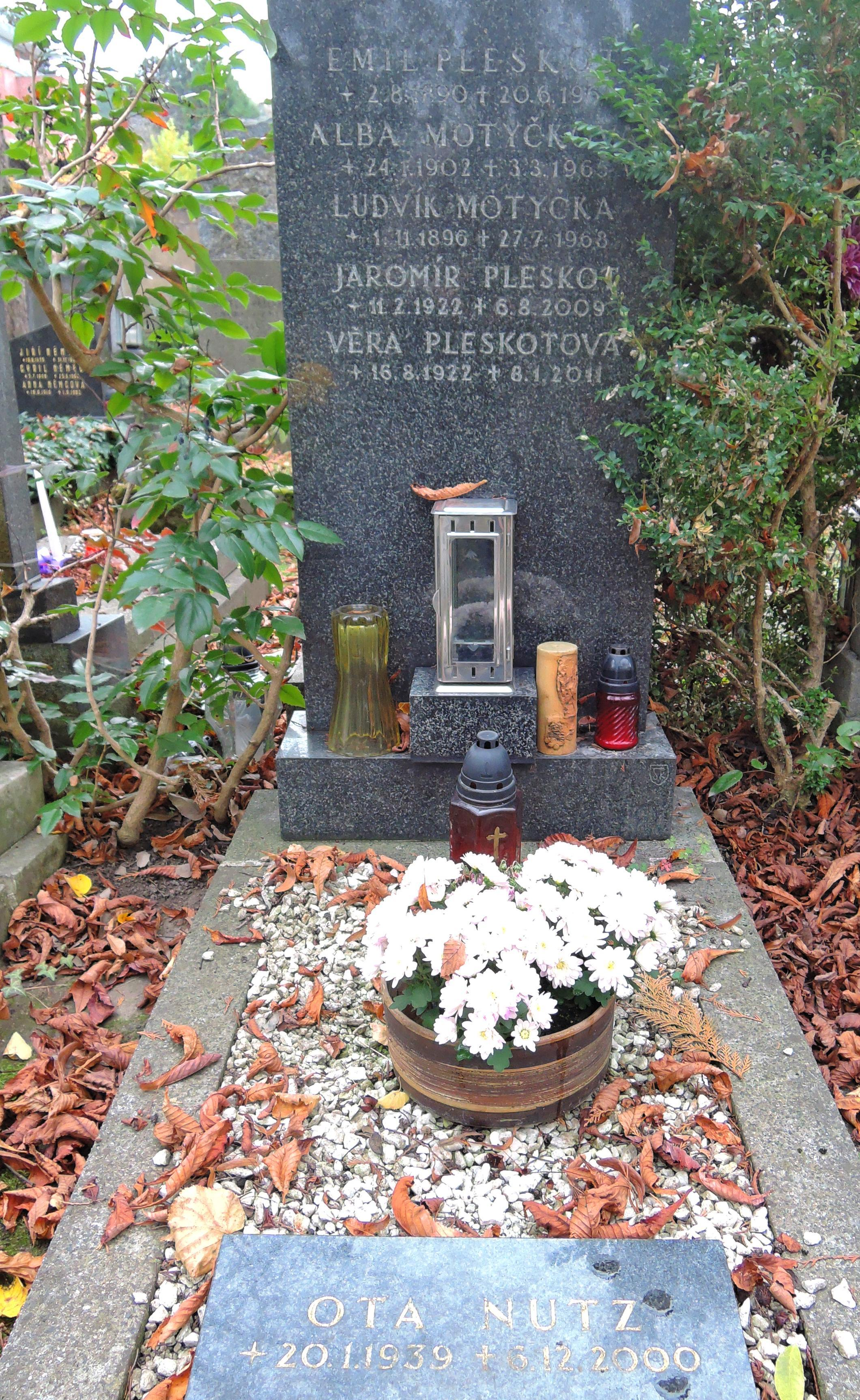
Střešovický hřbitov Hrob herce Jaromíra Pleskota a Oty Nutze

Jaromír Pleskot (11. února 1922, Praha – 6. srpna 2009, Praha) byl český divadelní herec, filmový a divadelní režisér, pedagog a překladatel.

## Život
Absolvoval v roce 1945 dramatické oddělení Pražské konzervatoře. Již během studií vystupoval jako herec v divadle Větrník a v Nezávislém divadle a krátce působil jako režisér u Vlasty Buriana. V prosinci 1945 jej angažoval Jiří Frejka v Divadle na Vinohradech, kde pak působil jako režisér až do roku 1950.
Následně působil v Olomouci, v Československém státním filmu a v pražském Národním divadle (1957–88). Po revoluci v roce 1989 byl krátce ředitelem Divadla E. F. Buriana v Praze.
Po osvobození v roce 1945 aktivně pracoval v nově založeném Divadelním studiu konzervatoře (DISK). Také se zabýval překlady, zvláště děl Williama Shakespeara, které pak režíroval především na scéně Národního divadla.
Je pohřben na hřbitově v Praze 6-Střešovicích.

## Divadelní působiště a funkce
- 1944 Divadlo Vlasty Buriana, režisér
- 1945–1950 Divadlo na Vinohradech, režisér
- 1951–1953 Divadlo Oldřicha Stibora, režisér a šéf činohry
- 1954–1957 Československý státní film, režisér
- 1957–1988 Národní divadlo, režisér
- 1990–1991 Divadlo E. F. Buriana, ředitel

## Vybrané divadelní režie
- 1945 P.-A. Caron de Beaumarchais: Lazebník sevillský, Vinohradské divadlo, 40 repríz
- 1946 Adolf Hoffmeister, Jaroslav Ježek: Zpívající Benátky, Vinohradské divadlo, 31 repríz
- 1946 G. B. Shaw: Pekelník, Vinohradské divadlo, 39 repríz
- 1946 Marcel Pagnol: Malajský šíp, Vinohradské divadlo, 36 repríz (v roli Mária J. Pleskot)
- 1946 Franz Werfel: Jacobowsky a plukovník, Vinohradské divadlo, 62 repríz
- 1947 J. K. Tyl: Fidlovačka, Vinohradské divadlo, 97 repríz
- 1947 Max Frisch: Čínská zeď, Vinohradské divadlo, 27 repríz
- 1948 A. P. Čechov: Tři sestry, Komorní divadlo, 67 repríz
- 1948 William Saroyan: Minuty na hodinách, Vinohradské divadlo, 15 repríz
- 1948 Peter Karvaš: Pevnost, Komorní divadlo, 32 repríz
- 1949 Molière: Jeho urozenost pan měšťák, Komorní divadlo, 131 repríz (spolurežie s K. Krausem)
- 1949 Alois Jirásek: Filosofská historie, Vinohradské divadlo, 4 reprízy
- 1950 Bohuslav Březovský: Veliké město pražské, Vinohradské divadlo, 15 repríz
- 1956 G. B. Shaw: Svatá Jana, Tylovo divadlo, 103 repríz
- 1957 N. B. Grieg: Porážka, Tylovo divadlo, 16 repríz
- 1957 Molière: Don Juan, Tylovo divadlo, 64 repríz
- 1958 N. V. Gogol: Revizor, Tylovo divadlo, 83 repríz
- 1959 W. Shakespeare: Hamlet, Národní divadlo, 174 repríz
- 1959 A. Miller: Smrt obchodního cestujícího, Národní divadlo, 127 repríz
- 1960 Molière: Zdravý nemocný, Tylovo divadlo, 166 repríz
- 1962 Bertolt Brecht: Kavkazský křídový kruh, Tylovo div., 50 repríz
- 1962 W. Shakespeare: Veselé windsorské paničky, Tylovo divadlo, 110 repríz
- 1963 W. Shakespeare: Cokoli chcete aneb Večer tříkrálový, Tylovo divadlo, 75 repríz
- 1965 W. Shakespeare: Zimní pohádka, Národní divadlo, 83 repríz
- 1967 W. Shakespeare: Antonius a Kleopatra, Národní divadlo, 27 repríz
- 1969 W. Shakespeare: Macbeth , Tylovo divadlo, 36 repríz
- 1970 W. Shakespeare: Jak se vám líbí, Tylovo divadlo, 57 repríz
- 1973 J. K. Tyl: Paličova dcera, Národní divadlo, 68 repríz
- 1976 Fráňa Šrámek: Měsíc nad řekou, Tylovo divadlo, 75 repríz
- 1976 Jaroslav Vrchlický: Soud lásky, Tylovo divadlo, 37 repríz
- 1977 Ben Hecht, Charles Mac Artur: První stránka, Tylovo divadlo, 50 repríz
- 1978 Bertolt Brecht: Zadržitelný vzestup Artura Uie, Tylovo divadlo, 49 repríz
- 1980 Pedro Calderón de la Barca: Dáma skřítek, Tylovo divadlo, 69 repríz
- 1980 John Osborne: Ohlédni se v hněvu, Laterna magika, 33 repríz
- 1981 Jan Jílek: Můj hrad, Tylovo divadlo, 46 repríz
- 1983 Julius Zeyer: K Roku českého divadla, Laterna magika, 92 repríz

## Vybrané divadelní role
- 1943 Friedrich Hebbel: Gygův prsten, otrok, Národní divadlo, režie Jiří Frejka
- 1943 Dalibor C. Faltis: Stanice Gordian, Mikuláš, Prozatímní divadlo, režie Jiří Frejka
- 1943 J. K. Tyl: Strakonický dudák, dvořanín, Váša, Národní divadlo, režie Jiří Frejka
- 1956 G. B. Shaw: Svatá Jana, voják, šafář, Tylovo divadlo, režie J. Pleskot
- 1957 N. B. Grieg: Porážka, Markýz de Ploeuc, Tylovo divadlo, režie J. Pleskot
- 1957 Molière: Don Juan, Petřík, Tylovo divadlo, režie J. Pleskot
- 1958 N. V. Gogol: Revizor, číšník, Amos Fedorovič Ljapkin-Tjapkin, Tylovo divadlo, režie J. Pleskot
- 1959 W. Shakespeare: Hamlet, Osric, Národní divadlo, režie J. Pleskot
- 1960 Molière: Zdravý nemocný, pan Purgon, Tylovo divadlo, režie J. Pleskot
- 1962 W. Shakespeare: Veselé windsorské paničky, Flaštička, Tylovo divadlo, režie J. Pleskot
- 1963 W. Shakespeare: Cokoli chcete aneb Večer tříkrálový, Valentino, Tylovo divadlo, režie J. Pleskot
- 1965 W. Shakespeare: Zimní pohádka, Leontes, Národní divadlo, režie J. Pleskot
- 1969 W. Shakespeare: Macbeth, vrátný, Tylovo divadlo, režie J. Pleskot
- 1970 W. Shakespeare: Jak se vám líbí, Le Beau, Adam, Prubíř, Tylovo divadlo, režie J. Pleskot
- 1973 J. K. Tyl: Paličova dcera, soused Vondráček, Národní divadlo, režie J. Pleskot
- 1976 Jaroslav Vrchlický: Soud lásky, papežský komisař, Tylovo divadlo, režie J. Pleskot
- 1977 Ben Hecht, Charles Mac Artur: První stránka, Bensinger, šerif Hartman, Tylovo divadlo, režie J. Pleskot
- 1978 Bertolt Brecht: Zadržitelný vzestup Artura Uie, první zelinář z Cicera, Tylovo divadlo, režie J. Pleskot
- 1980 Pedro Calderón de la Barca: Dáma skřítek, Rodrigo, Tylovo divadlo, režie J. Pleskot

## Překladatelská činnost
Překládal z ruštiny a angličtiny.
- Fjodor Michajlovič Dostojevskij: Bílé noci
- William Shakespeare: Antonius a Kleopatra
- W. Shakespeare: Zimní pohádka
- W. Shakespeare: MacbethMacbeth
- W. Shakespeare: Jak se vám líbí

## Filmografie, výběr
- 1949 Výlet pana Broučka do zlatých časů
- 1954 Na stříbrném zrcadle
- 1955 Kam s ním?
- 1955 Obušku, z pytle ven!
- 1956 Robinsonka
- 1960 Lišák Pseudolus (TV film)
- 1979 Zadržitelný vzestup Arthura Uie (divadlo)
- 1989 Člověk proti zkáze (životopisný film o Karlu Čapkovi)
- 1999 Mydlibaba (záznam divadelního představení Ljuby Skořepové)

## Ocenění
- 1968 titul zasloužilý umělec
- 2002 Cena Thálie – Zvláštní cena Kolegia